# Havelland

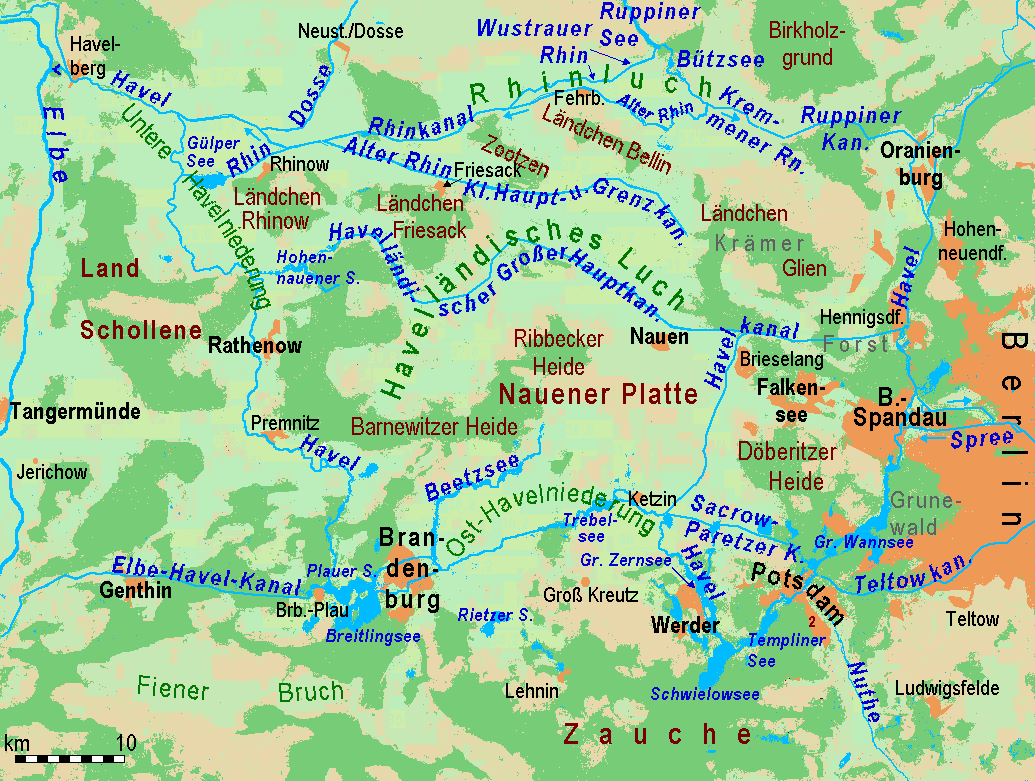
Teillandschaften und Gewässer des Havellandes

Das Havelland ist eine historische Landschaft in Brandenburg. Es gibt verschiedene Eingrenzungen.
Geografisch wird als Havelland das U-förmig von der Havel umflossene Gebiet zwischen Oranienburg im Nordosten und Rhinow im Nordwesten verstanden. Den nördlichen Abschluss des Havellandes bilden der Fluss Rhin und der Rhinkanal. In der Geschichte Brandenburgs stellt das Havelland eine historische Landschaft dar, die südlich von Prignitz und Ruppiner Land liegt.
Der Landkreis Havelland umfasst den Kern des Havellandes. Hinzu kommen der Südteil des Landkreises Ostprignitz-Ruppin mit einem Teil des Rhinluchs, einige Orte des Landkreises Potsdam-Mittelmark, die Stadt Brandenburg a. d. Havel sowie die Potsdamer Stadtteile nördlich und die Berliner Ortsteile westlich der Havel.
Touristisch hat der Tourismusverband Havelland e. V. eine etwas andere Abgrenzung gewählt. Sie umfasst den Landkreis Havelland, die Stadt Brandenburg an der Havel und den Norden des Landkreises Potsdam-Mittelmark einschließlich der Gemeinden südlich der Havel, die sonst schon der Landschaft Zauche zugeordnet werden.
Theodor Fontane hat das Havelland wie auch die anderen Landschaften Brandenburgs beschrieben. Durch die Ballade Herr von Ribbeck auf Ribbeck im Havelland  hat er dieser Region zu besonderer Bekanntheit verholfen und auch seine Romanfigur Effi Briest wächst dort auf. Ein eigener Band der Wanderungen durch die Mark Brandenburg widmet sich dem Havelland.

## Landschaft

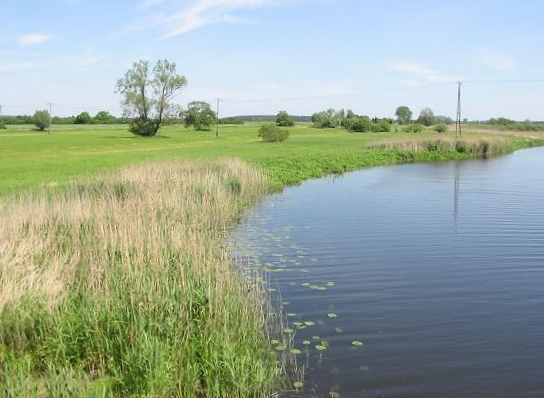
Hohennauensches Bruch im Naturpark Westhavelland

Ausgedehnte Urstromtalungen bestimmen das Landschaftsbild im Havelland. Inselartig ragen daraus Platten hervor, die meistens Grundmoränen tragen. Aber auch Endmoränen aus der Saale- und Weichseleiszeit kommen vor. Erstere wurden während des weichselzeitlichen Eisvorstoßes mehr oder weniger überprägt.
Die sandigen, trockenen Platten tragen außer Ackerland ausgedehnte Waldgebiete. Die größte ist die Nauener Platte. Nördlich davon gibt es mehrere Ländchen. Westlich des Havelbogens liegt das Land Schollene.
In den Urstromtälern erstrecken sich abseits der Havel nördlich der Nauener Platte Havelländisches Luch und Rhinluch, voneinander getrennt durch die Ländchen, südlich der Nauener Platte die durch kleinere Moränenhügel gegliederte Osthavelniederung mit zahlreichen Havelseen. Vor allem im Norden des Havellandes wurden seit etwa 1700 bis in die 1950er Jahre umfangreiche Gebiete durch Kanäle entwässert.
Der Westteil des Gebietes zwischen Rhinow und Pritzerbe gehört zum Naturpark Westhavelland. Dieser enthält in der Unteren Havelniederung das größte Feuchtgebiet im westeuropäischen Binnenland. Unmittelbar neben Rhinow soll im Naturpark Westhavelland auf Beschluss der Gemeinde Gollenberg vom 7. Dezember 2020 geprüft werden, ob ein naturverträglicher Solarpark auf Flächen des lokalen Agrarbetriebes entstehen kann. Die Einnahmen daraus sollen einem umweltverträglichen Umbau der Landwirtschaft des Agrarbetriebes zugutekommen.

## Besiedlung
Das Havelland ist recht dünn besiedelt. An Havelübergängen entwickelten sich die größeren Städte Spandau (heute zu Berlin), Potsdam, Brandenburg a. d. Havel und Rathenow. Weitere zentrale Orte für das Havelland sind Rhinow, Premnitz, Nauen und Friesack. Stark wachsend ist die Stadt Falkensee mit den umgebenden Ortschaften.

## Wirtschaft
Ackerbau und Viehhaltung prägen weite Gebiete des Havellandes. Vor allem rund um Werder ist Obst- und Gemüseanbau stark vertreten. Hier erfolgt auch die Verarbeitung zu Säften, Obst- und Gemüsekonserven. Die Havel und die Havelseen bieten noch einigen Fischern ein Auskommen.
Der Tourismus spielt eine zunehmend wichtige Rolle im Havelland, das zu den Naherholungsgebieten der Metropole Berlin zu zählen ist.
Am Rande Berlins ist in Wustermark ein Güterverkehrszentrum entstanden. In Paaren im Glien bietet das Märkische Ausstellungs- und Freizeitzentrum Möglichkeiten für größere Messen und Veranstaltungen.

## Verkehr
Ein Problem des Havellandes war und ist die Verkehrserschließung. Die Havel ist einerseits eine wichtige Wasserstraße, vor allem zwischen Brandenburg a. d. Havel und Oranienburg, andererseits ist sie mit ihren Seen und den großen Feuchtgebieten ein Hindernis für Straßen und Eisenbahnen.

### Straßenverkehr
Die wichtigsten Straßen sind die B 5 von Berlin über Nauen in Richtung Hamburg, von der die B 188 nach Rathenow abzweigt. Nord-Süd-Tangenten sind die B 102 von Brandenburg über Rathenow nach Rhinow und im Osten der Berliner Autobahnring A 10. Von Spandau aus führen zwei Eisenbahnstrecken mit Schnellverkehr durch das Havelland. Dies sind die Strecken Berlin–Hamburg über Nauen und die Lehrter Bahn über Rathenow. Im Westen verbindet der verbliebene Teil der Brandenburgischen Städtebahn Brandenburg mit Rathenow. Der nördliche Streckenabschnitt über Rhinow bis Neustadt/Dosse wurde 2003 stillgelegt und später vollständig demontiert, sodass die ursprüngliche Funktion als Verbindung zwischen den Berliner Schnellbahnstrecken nicht mehr erfüllt wird. Im Osten tangiert der Berliner Außenring das Gebiet.

### Radrouten
Der Havellandradweg durchmisst das Havelland von Osten nach Westen. Die Radroute Fontane.Rad folgt Fontanes Spuren in diesem Gebiet. Weitere Radrouten, die das Havelland berühren sind die Tour Brandenburg, der Havelradweg und der Berliner Mauerweg.

### Flugplätze
Westlich von Nauen beim Ort Paulienenaue bzw. Bienenfarm liegt der Sportflugplatz Bienenfarm. Dort sind neben normalen Sportflugzeugen und einer Fallschirmspringer-Gruppe auch zahlreiche Oldtimer stationiert. Der Quax-Oldtimerverein ist hier seit den 2000er Jahren aktiv und richtet gemeinsam mit dem Flugplatzbetreiber regelmäßige Veranstaltungen aus.
Ein historischer Flugplatz in diesem Bereich ist der Flugplatz Stölln/Rhinow mit dem Flugzeug Lady Agnes, zu Ehren von Otto Lilienthal.

## Asteroid 2024 BX1
Am 21. Januar 2024 um 1:32 Uhr trat der kleine Asteroid 2024 BX1 über dem Havelland in die Erdatmosphäre ein. Der Eintrittsort und Zeitpunkt war zuvor bekannt, da der Asteroid bereits im All beobachtet wurde. In der Nähe vom Ribbeck konnten später Meteoritenteile gefunden werden.